# چاتماس (ویرجینیا)
چاتماس (به انگلیسی: Chatmoss) یک منطقهٔ مسکونی در ایالات متحده آمریکا است که در شهرستان هنری، ویرجینیا واقع شده‌است. چاتماس ۱۳٫۹ کیلومتر مربع مساحت و ۱٬۶۹۸ نفر جمعیت دارد و ۱۹۷ متر بالاتر از سطح دریا واقع شده‌است.